# آلفرد سولکووسکی
آلفرد سولکووسکی (به آلمانی: Alfred Zulkowski) بازیکن فوتبال و دروازه‌بان اهل آلمان شرقی بود که از سال ۱۹۶۲ میلادی عضو تیم ملی فوتبال آلمان شرقی بوده‌است. وی در ۱ بازی ملی حضور داشته و در بازی‌های ملی‌اش گلی به ثمر نرساند. آلفرد سولکووسکی آخرین بازی ملی خود را در سال ۱۹۶۲ میلادی انجام داد.